# Ornatoraphidia christianodagmara
Ornatoraphidia christianodagmara är en halssländeart som först beskrevs av H. Aspöck och U. Aspöck 1970.  Ornatoraphidia christianodagmara ingår i släktet Ornatoraphidia och familjen ormhalssländor. Inga underarter finns listade i Catalogue of Life.